# Hyophila parietalis
Hyophila parietalis là một loài rêu trong họ Pottiaceae. Loài này được Cardot mô tả khoa học đầu tiên năm 1915.